# S-1执行委员会

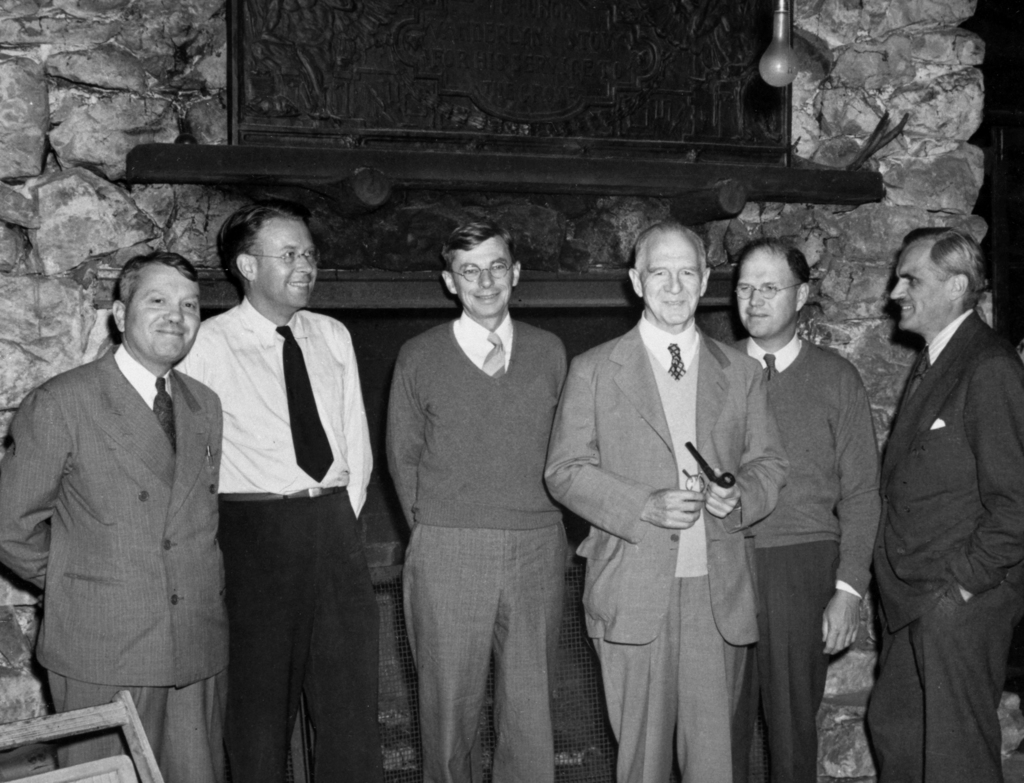
1942年9月13日波西米亚格罗夫，S-1执行委员会成员。从左往右：哈羅德·尤里、欧内斯特·劳伦斯、詹姆斯·布莱恩特·科南特、李曼·布里格斯、E. V. Murphree和阿瑟·康普顿

S-1执行委员会（英語：S-1 Executive Committee）是美国国防部科研委员会（NDRC）下属的一个委员会，其前身为“铀顾问团”（Advisory Committee on Uranium），后成为科学研究与开发办公室（OSRD）的“S-1分部”之下。1941年6月，国防部研究委员会并入科学研究与开发办公室门下，随后“铀顾问团”于1942年6月变更为“S-1执行委员会”。它在美国国内发起、执行了一批早期的科研工作，并与英国的合金管工程之间同步联络，根据魁北克协定合并为曼哈顿计划。